# Hiruko
Hiruko (水蛭子, 蛭子神, 蛭子命?) es el nombre de una deidad (kami) dentro de la mitología japonesa.

## El relato
Según el Kojiki, en la leyenda de la creación de Japón, Izanagi e Izanami decidieron procrear sus hijos. Sin embargo, en el momento de la procreación Izanami fue la primera en hablar y de ello dieron nacimiento a un hijo imperfecto, Hiruko; posteriormente éste fue puesto en un barco de juncos que se alejó de Onogoro-shima y fue arrastrado por la corriente. Luego, dio nacimiento a otro hijo llamado Awashima, pero tampoco es considerado un hijo legítimo.

## Tradición popular
En diversos relatos folklóricos, se cree que Hiruko fue arrastrado hacia las costas de Japón. En algunas tradiciones se asocia a Hiruko con Ebisu. También es una deidad santificada en varias jinja, tales como el Santuario Nishinomiya (Nishinomiya, prefectura de Hyogo).
- Datos: Q1067028